# Cucina nigeriana

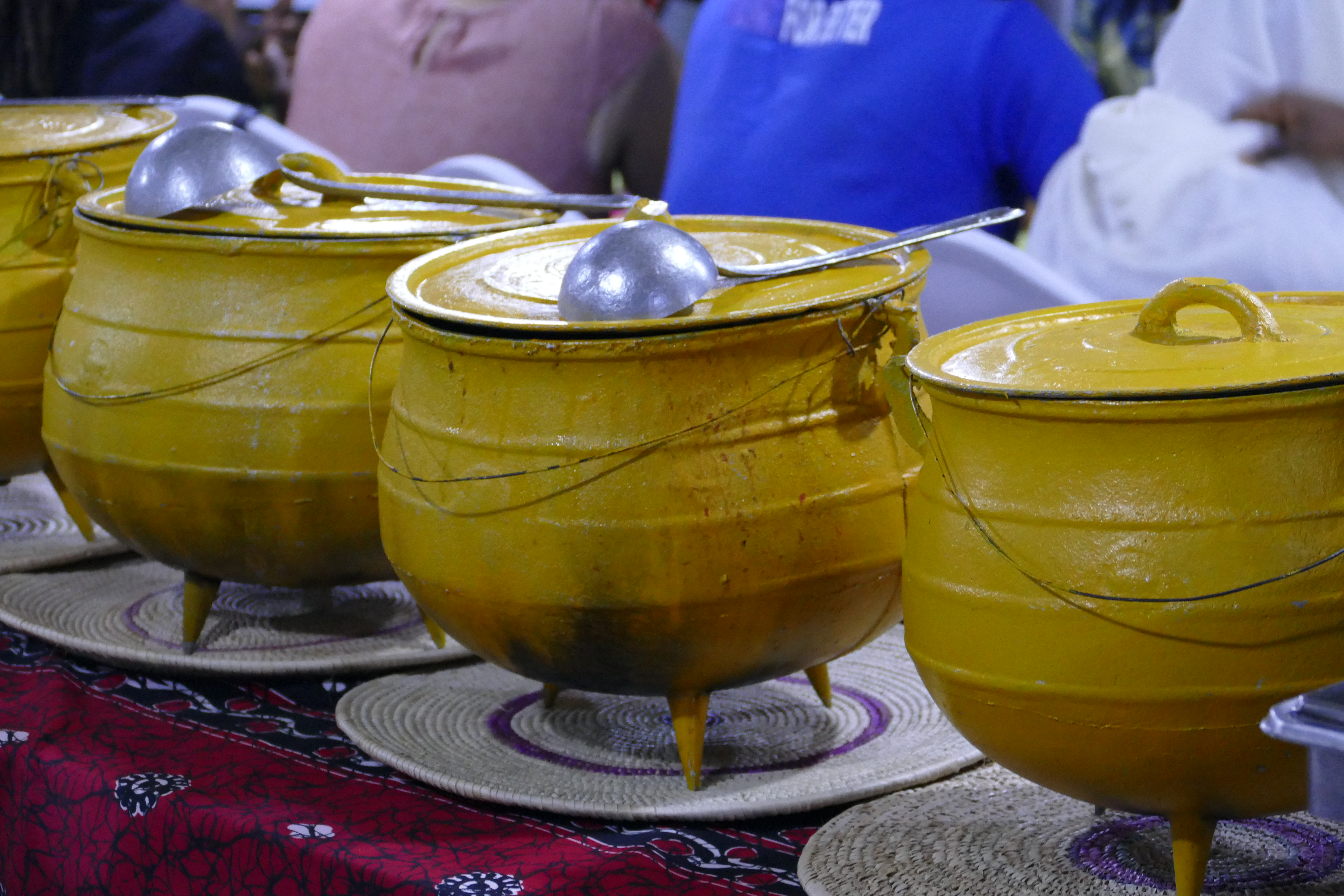
Cibo servito ad Abuja

La cucina nigeriana comprende le abitudini culinarie della Nigeria. Essa è influenzata dai tipi di clima, dalle regioni e dai gruppi etnici che compongono il paese. Nonostante la grande varietà e l'impossibilità di trovare un piatto nazionale, vi sono alcuni alimenti base (il miglio a nord e l'igname a sud) che accompagnano uno stufato o una zuppa comune in tutto il paese.

## Storia
In passato i principali alimenti della dieta nigeriana consistevano in riso, miglio e lenticchie. Con l'arrivo dei portoghesi nel XV secolo venne introdotta la manioca in tutta l'Africa occidentale. Nel XVIII secolo, quando la tratta degli schiavi passò sotto il controllo britannico, vennero introdotti mais e fagioli. I commerci intrattenuti dagli europei, tra cui anche gli olandesi, mutarono rapidamente i costumi alimentari dei nigeriani.
Dall'Asia vennero importate diverse spezie come cannella, pepe e noce moscata, mentre dalle Americhe arrivò il peperoncino.

## Caratteristiche generali

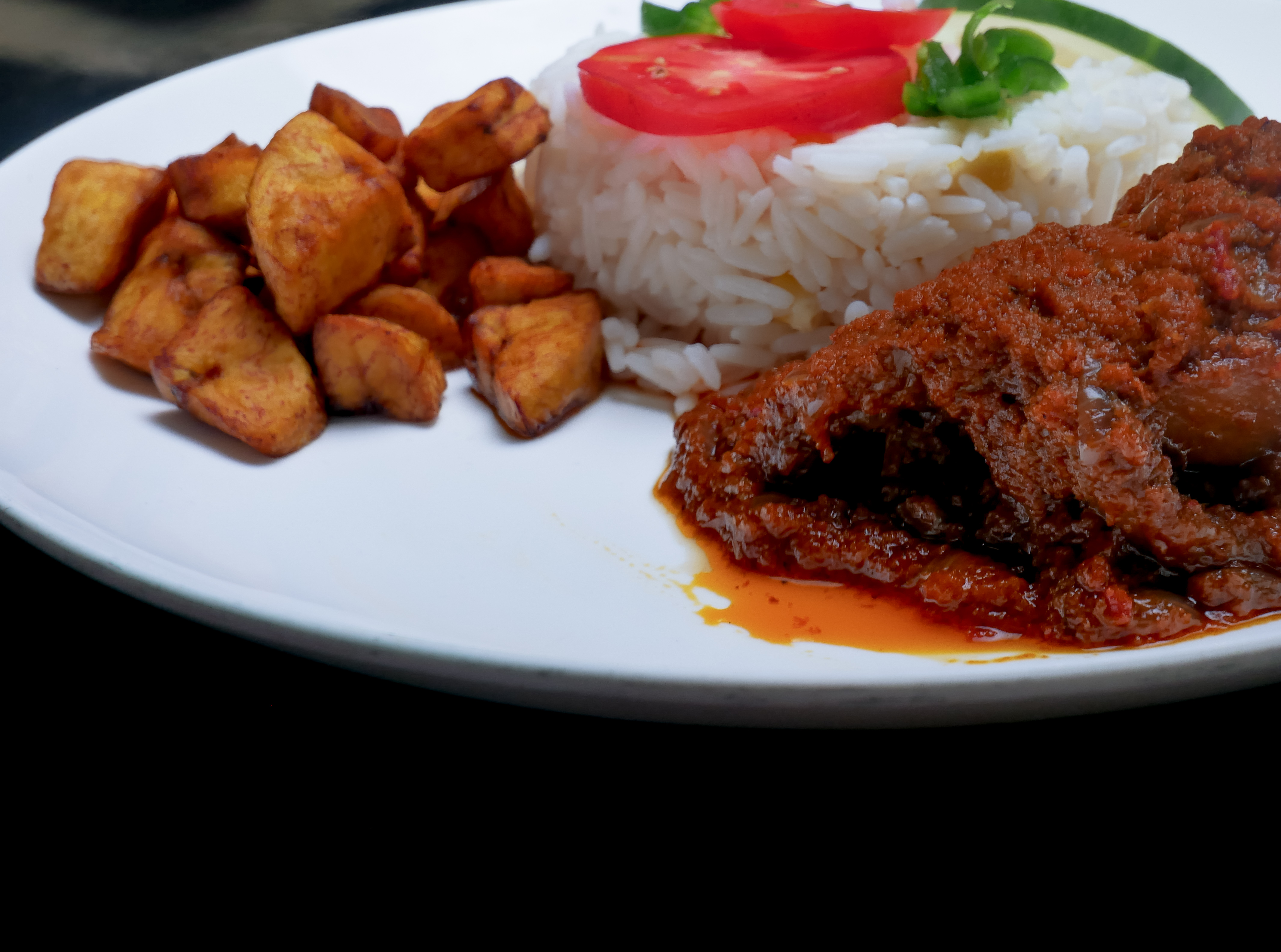
Riso con platani fritti e pollo stufato con verdure

La dieta nigeriana si basa sul consumo sia di prodotti locali come igname, manioca, mais, miglio, gombi, spinaci, banane e arance, sia di prodotti importati da altre regioni, come ananas e patate dolci di origine americana oppure taro, papaya e riso di origine asiatica. Gli oli vegetali vengono prodotti dalla palma, dagli arachidi e dai meloni. I principali condimenti dei cibi sono sale, cipolle, aglio, pepe e scalogno.
Per quanto alcune pietanze siano diffuse in tutto il paese, la cucina nigeriana varia sia tra regioni, sia tra gruppi etnici. Nel sudest del paese è diffuso il consumo di pesce e stufati di igname, mentre a nord gli alimenti base includono sorgo, riso integrale e fagioli.
Il tipico pasto nigeriano include un piatto unico abbondante (tipicamente consumato la sera presto per consentire la digestione) comprensivo di una zuppa o uno stufato che accompagna verdure, riso, igname e altre fonti di carboidrati come l'eba, il fufu e l'iyan. Per quanto tra le classi sociali più elevate sia consuetudine bere birra o soda, l'acqua resta la principale bevanda dei nigeriani. Generalmente è consuetudine mangiare con la mano destra seduti sul pavimento. La classica colazione delle aree rurali consiste in un porridge, seguito da degli snack o della frutta nelle ore successive della giornata che precedono la cena.

## Piatti principali

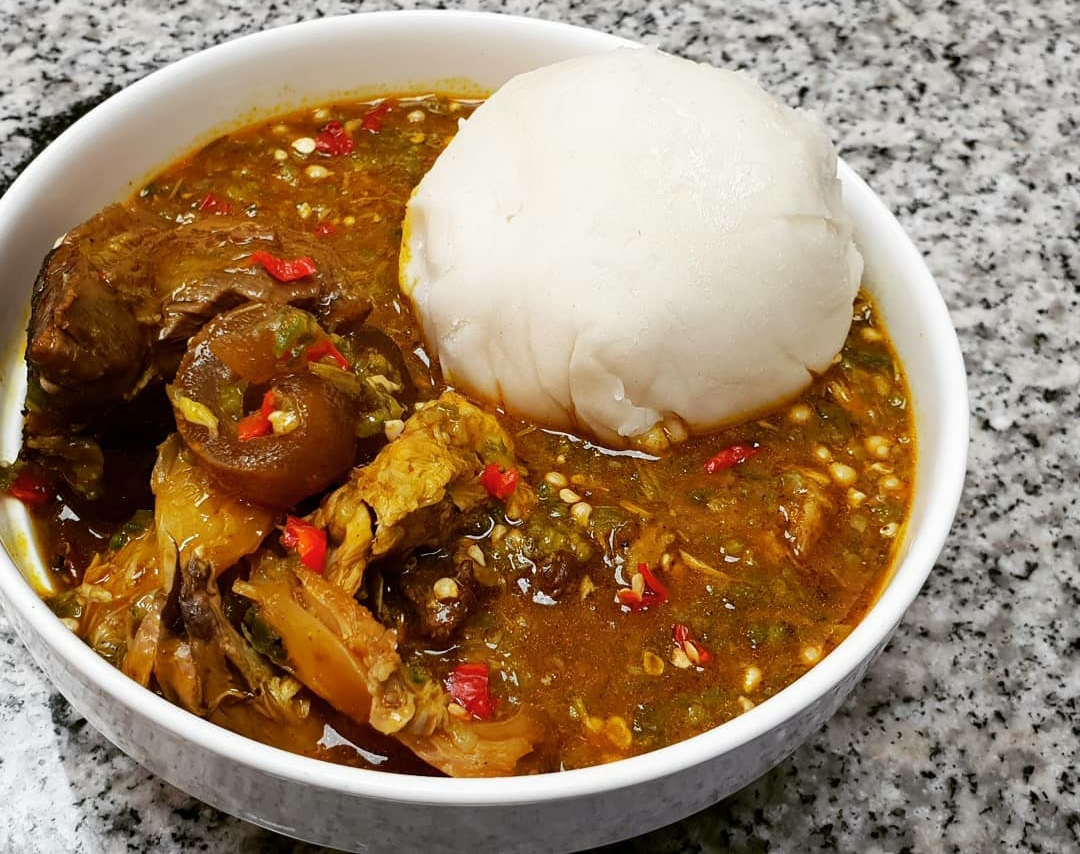
Una zuppa con tuwo

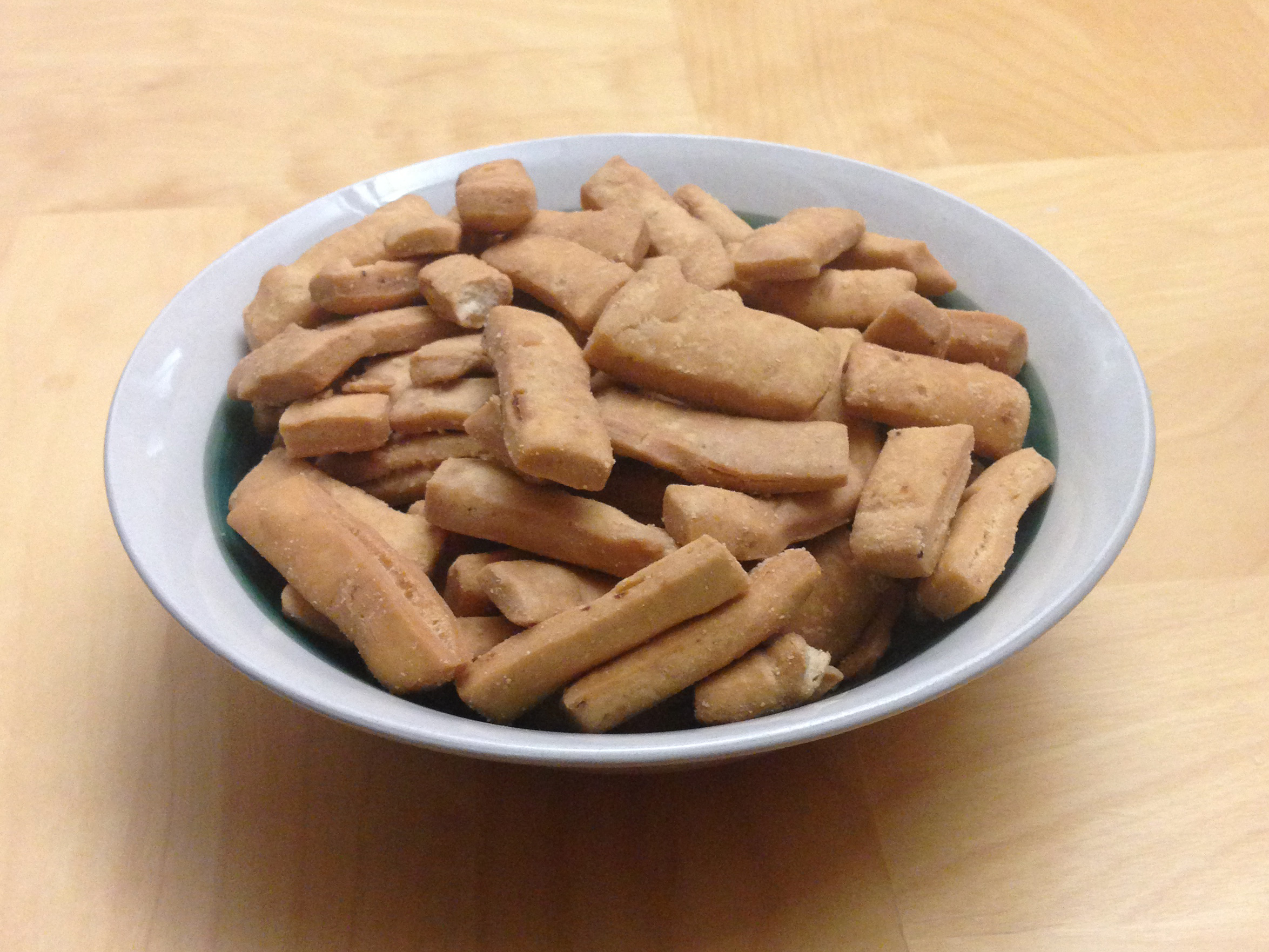
Chin chin

Uno dei principali alimenti base della dieta nigeriana è l'igname, che viene impiegato in svariati modi, inclusa la preparazione dell'amala, un impasto solido e farinoso. L'igname possiede anche una certa importanza a livello rituale e sociale: gli igbo ritengono che mangiare dell'igname appena raccolto porti ad una nuova gioia, e lo status di un agricoltore viene misurato in base alla sua produzione di igname e al relativo numero di scorte.
Altri due amidi assai importanti sono il mais e la manioca, impiegati nei porridge, nelle frittelle o nei dolci. Dalla manioca vengono prodotti una pagnotta chiamata fufu e una fecola chiamata garri, diffusa soprattutto a sud. I fagioli sono la principale fonte di proteine e vengono consumati come snack oppure insieme a zuppe e stufati, mentre tra i piatti a base di riso si citano una pagnotta chiamata tuwo e il riso jollof, un piatto cerimoniale a base di riso e salse.
Il pesce e la selvaggina sono diffusi in tutto il paese. I principali allevamenti riguardano pollo, capre, pecore, maiali, faraone e conigli, e si concentrano nelle regioni settentrionali a maggioranza fulana. Essi possono essere grigliati, fritti, arrostiti oppure impiegati nelle zuppe. Il pepe è ritenuto un ingrediente salutare e per questo viene impiegato in numerosi piatti. Per quanto le temperature siano alte in Nigeria, il peperoncino viene usato abbondantemente per abbassare la temperatura corporea.
Ogni gruppo etnico possiede un proprio metodo per preparare le zuppe. Tra gli urhobo è diffusa una zuppa chiamata owo che comprende carne, pesce affumicato, gambero d'acqua dolce, peperoncino, una spezia locale chiamata egidje e littorinidae. La banga è una zuppa degli itsekiri a base di spezie come atariko, rigije e beletientien, gamberi e vitello, mentre gli hausa preparano la miya yakwa, una zuppa di agnello, arachidi, cipolle, pomodori e cavolo nero. Gli yoruuba preparano l'efo elegusi, una zuppa che comprende verdure, semi di melone, pesce secco, gamberi, spinaci, peperoncino, aglio e vitello, mentre tra gli igbo è diffusa l'ofe owerri, una zuppa speziata di vitello e spezie che accompagna igname in polvere. Gli efik e gli ibibio uniscono pesce, carne, spezie e urgu (foglie di zucca) assieme a riso e fufu.
Il cibo di strada offre specialità come arachidi tostate, platani fritti, suya (spiedini di carne), chin chin (degli snack croccanti fatti di farina di grano), kuli kuli (noci arrostite), gurudi (biscotti di cocco), mosa (frittelle di mais) e dundu (igname fritto).

## Frutta e bevande

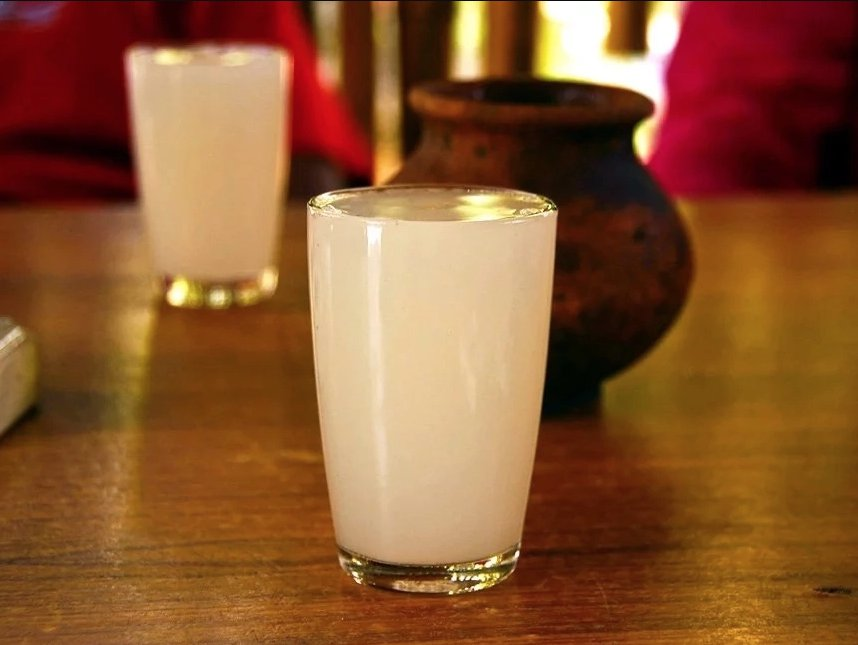
Vino di palma

In Nigeria si coltivano svariati tipi di frutta come arance, ananas, papaya, banane, guava e canna da zucchero, che vengono consumati come snack piuttosto che essere impiegati nella produzione di succhi.
Le bevande alcoliche vengono prodotte dai principali raccolti dell'area. A sud è maggiormente diffuso il vino di palma. L'acqua viene usata per diluire le bevande, specie nelle zone più aride, e lo zucchero può essere aggiunto al vino. Nelle aree costiere viene distillato un gin di cui non è ufficialmente nota la gradazione alcolica, mentre in tutto il paese si è sviluppata la produzione birraia. I principali marchi di birra sono Star, Rock, Gulder e Trophy. Nelle aree settentrionali del paese la vendita di alcol è limitata dall'Islam in favore del tè. Il caffè è associato alla classe intellettuale.

## Rituali e cerimonie
Il cibo è un'importante componente dei rituali che si tengono tra i vari gruppi etnici. Durante i matrimoni tradizionali hausa, il porridge di miglio e l'acetosa rossa sono serviti agli ospiti, mentre tra gli yoruba è consuetudine impiegare alcuni alimenti durante le preghiere della scelta del nome di un neonato: il miele e il sale rappresentano una vita gioiosa, le noci di cola sono simbolo di una lunga vita e il gin rappresenta il rispetto. Per accogliere un neonato, si posano del pepe, dell'acqua o del sale sulla bocca del nascituro o su quella della madre.
Alcuni alimenti sono ritenuti forieri di benefici salutistici. Ad esempio il pepe e l'olio vengono assunti per una buona vista, mentre ai malati potrebbero essere prescritte parti di tartarughe, serpenti o altri animali "forti". Diverse erbe vengono impiegate per produrre bevande medicinali. Alcune etnie ritengono che le emorroidi siano associate al consumo eccessivo di arachidi.

## La cucina nigeriana all'estero
Per via della diaspora nigeriana e della tratta degli schiavi, nel sud degli Stati Uniti è evidente l'uso di ingredienti tipicamente africani come i gombi, il gumbo e i fagioli dall'occhio (blacked eyed pea). I negozi e i ristoranti nigeriani sono diffusi in tutti gli Stati Uniti.